# Locomotiva FS 219
La locomotiva FS 219.001 era una locomotiva a vapore con tender di rodiggio 0-3-0 (rimasta unico esemplare) che le Ferrovie dello Stato acquisirono come risarcimento danni bellici della prima guerra mondiale dalle ferrovie imperial-regie statali della Austria (KkStB).

## Storia
Le locomotive del gruppo erano state costruite in Austria dalla "Lokomotivfabrik Floridsdorf" per il servizio sulla Praga-Duchcov e sulla ferrovia Rudolfiana e inquadrate successivamente nel gruppo delle ferrovie statali kkStB 50. Alla fine della prima guerra mondiale il gruppo venne assegnato interamente alle ferrovie del nuovo stato cecoslovacco ad eccezione della kkStB 50.02 "Arnoldstein", che faceva servizio (con il numero 94) sulla "Rudolfiana", che venne consegnata all'Italia dove divenne FS 219.001. Rimasta esemplare unico venne quasi subito radiata.

## Caratteristiche tecniche
Le locomotive erano a vapore saturo, con pressione massima di esercizio della caldaia di 9 bar, a 2 cilindri esterni a semplice espansione. Il rodiggio era 0-3-0 con ruote motrici accoppiate a biella.
La velocità massima raggiunta era di 45 km/h.
Il tender accoppiato era a 3 assi.